# Chaouki Dries
Pour les articles homonymes, voir Dries.
Chaouki Dries né le 16 janvier 1981 à Annaba, est un rameur algérien. 

## Carrière
Chaouki Dries remporte la médaille d'or du deux de couple poids légers avec Mohamed Ryad Garidi aux Championnats d'Afrique d'aviron 2005.
Il est médaillé de bronze en skiff aux Jeux africains de 2007 puis participe à l'épreuve masculine de skiff aux Jeux olympiques de 2008.
Il est médaillé d'argent en quatre de couple poids légers aux Championnats d'Afrique d'aviron 2012 à Alexandrie puis médaillé d'or dans la même épreuve aux Championnats d'Afrique d'aviron 2013 à Tunis.
Il est à nouveau titré en deux de couple poids légers aux Championnats d'Afrique d'aviron 2014.
Aux Jeux méditerranéens de plage de 2015, il est médaillé d'argent en quatre sans barreur. La même année, il est médaillé d'or du quatre sans barreur aux Championnats d'Afrique.